# Carlo Vizzini
Carlo Vizzini (Palermo, 28 aprile 1947) è un politico italiano, più volte segretario del Partito Socialista Democratico Italiano.
Già segretario del PSDI per meno di un anno tra il 1992 e il 1993, e più volte ministro, è stato esponente del Partito Socialista Italiano e prima di Forza Italia e del PdL. Fu dichiarato colpevole nel processo per fatti di Tangentopoli; il reato fu prescritto.

## Biografia
Nato a Palermo nel 1947, figlio di Casimiro Vizzini, uno dei fondatori del Partito Socialista Democratico Italiano (PSDI) e parlamentare, ha un fratello e una sorella: Gianfranco e Lucia.
Parlamentare dal 1976 al 1994 e dal 2001 al 2013, ricopre la carica di presidente della Commissione Affari Costituzionali del Senato. Nel giugno 2009 si è dimesso dalla Commissione Parlamentare Antimafia in seguito al suo coinvolgimento in un'inchiesta della Procura di Palermo riguardo a presunti favori all'associazione mafiosa che faceva capo a Vito Ciancimino.

### Attività professionale
Si è laureato in Giurisprudenza nel 1970 col massimo dei voti all'Università degli Studi di Palermo, con la tesi "Organizzazione e funzione dei partiti politici". Nel 1971 diventa assistente ordinario di Scienza delle finanze e Diritto finanziario nella stessa Università di Palermo, e nel 1973 docente di Storia delle dottrine economiche.

### Attività politica

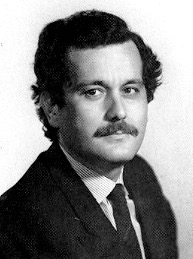
Carlo Vizzini nel 1983

Alle elezioni politiche del 1976 viene eletto alla Camera dei deputati per il PSDI, dove tre anni dopo diventa sottosegretario di Stato al Ministero delle partecipazioni statali nei brevissimi governi Andreotti V e Cossiga I fino al 1980.
In seguito alla nascita del primo governo presieduto dal leader socialista Bettino Craxi tra le forze politiche che costituivano il pentapartito, viene nominato dal Consiglio dei Ministri Sottosegretario di Stato al Ministero del bilancio e della programmazione economica.
Il 30 luglio 1984 viene nominato Ministro degli Affari Regionali del governo Craxi, succedendo il collega di partito Pier Luigi Romita, a sua volta nominato lo stesso giorno Ministro del bilancio e della programmazione economica (sostituendo il segretario del PSDI Pietro Longo, dimessosi a causa dello scandalo della loggia P2), incarico che mantenne nel secondo governo Craxi fino alla sua fine.
Ministro per i beni culturali e ambientali nel Governo Goria (1987-1988), Ministro della Marina Mercantile nel Governo Andreotti VI (1989-1991), Ministro delle Poste e Telecomunicazioni nel Governo Andreotti VII (1991-1992).
Nel maggio 1992 diventa segretario del PSDI, carica che è costretto a lasciare nell'aprile del 1993 perché coinvolto nello scandalo di Tangentopoli in seguito all'inchiesta Mani Pulite. Insieme a lui sono coinvolti molti dei maggiori politici del periodo. Sempre nel 1992, come leader dei socialdemocratici italiani, è uno dei tre fondatori italiani (insieme a Bettino Craxi e Achille Occhetto) del Partito del Socialismo Europeo.
Nel 1998 aderisce a Forza Italia di Silvio Berlusconi, dove a giugno 1999 entra a far parte del Consiglio di presidenza del partito.

#### Elezione a senatore
Alle elezioni politiche del 2001 viene candidato nel collegio maggioritario di Palermo Centro al Senato della Repubblica, sostenuto dalla coalizione di centro-destra Casa delle Libertà in rappresentanza forzista, dove viene eletto per la prima volta senatore, dove viene eletto nel 2002 presidente della Commissione parlamentare per le questioni regionali. Rieletto alle politiche del 2006 tra le liste di Forza Italia nella circoscrizione Sicilia, dov'è stato nella XV legislatura componente della Commissione parlamentare Antimafia.
Alle elezioni amministrative del 2007 si candida al consiglio comunale di Palermo con la lista "Vizzini per Palermo, Forum delle Libertà", una satellite di Forza Italia, dove ottiene due consiglieri comunali ed è nominato assessore al Bilancio nella giunta comunale di Diego Cammarata.

#### Presidente della Commissione Affari Costituzionali
Alle elezioni politiche del 2008 viene rieletto al Senato per la terza volta, tra le liste del Popolo della Libertà e diventa presidente della 1ª Commissione Affari Costituzionali, della Presidenza del consiglio e interni del Senato per tutto il corso della XVI legislatura della Repubblica.
A pochi mesi dall'elezione Vizzini, insieme a Filippo Berselli, si è fatto promotore di un discusso emendamento al decreto sicurezza. L'emendamento, nato per garantire una corsia preferenziale ai processi connessi alla criminalità organizzata e ai reati di grave allarme sociale, prevede la sospensione di un anno per tutti i processi in corso che non riguardino reati puniti con pene fino a dieci anni di reclusione commessi fino al 30 giugno 2002 e ovviamente anche dei relativi termini di prescrizione.
Il 4 novembre 2011 annuncia che lascia il PdL per aderire al Partito Socialista Italiano (dandogli rappresentanza parlamentare dopo più di tre anni), collocandosi all'opposizione rispetto al governo del centro-destra guidato da Silvio Berlusconi, denunciando che il PdL è "un partito ormai dominato dai signori delle tessere che si contendono il dopo-Berlusconi". In un'intervista afferma: "Alfano (...) ha detto che il Pdl si propone di diventare il raggruppamento dei cattolici democratici. Una Balena bianca più piccola di prima (...) Ma io, che con Occhetto e Craxi nel 1992 fondai il Partito Socialista Europeo, non morirò democristiano".
Nel 2012, da presidente della Commissione Affari Costituzionali del Senato, respinge l'emendamento di Francesco Rutelli sulla legge elettorale, che riguarda un premio di maggioranza al partito che raggiunge il 42,5% dei voti, fatto per ostacolare il Movimento 5 Stelle.

#### Presidente del PSI e ritorno al PSDI
Nel 2014 viene nominato presidente del Consiglio nazionale del Partito Socialista Italiano, carica che mantiene per 5 anni fino al 7 maggio 2019, quando il neo-segretario Enzo Maraio lo sostituisce con il suo predecessore Riccardo Nencini.
Il 9 maggio 2022 viene nominato, all'unanimità dall'assemblea del PSDI attraverso la piattaforma Google Meet, segretario del Partito Socialista Democratico Italiano, riprendendo il ruolo abbandonato quasi trent'anni prima, nel 1993. Il 22 dicembre 2023, a seguito delle sue dimissioni, gli succede il suo vicesegretario Paolo Preti: contestualmente assume la carica di presidente del partito.

### Attività nello sport
Il padre Casimiro, oltre alla carriera politica, era stato anche presidente del Palermo Calcio dalla fine degli anni cinquanta sino ai primi degli anni sessanta.
Carlo inoltre, da sempre tifoso rosanero, grazie ad una iniziativa sua, del sindaco Leoluca Orlando e di Salvino Lagumina, contribuì a rifondare la squadra cittadina il 7 gennaio 1987, dopo il fallimento avvenuto nel settembre del 1986.
Carlo Vizzini inoltre, nel 2017, è stato nominato consulente per lo sport del Comune dal sindaco Orlando.

## Procedimenti giudiziari

### Tangentopoli
Nel 1993 viene indagato nell'ambito del processo ENIMONT, con l'accusa di aver ricevuto un finanziamento illecito di 300 milioni di lire destinato al PSDI. Condannato in primo grado, il reato si estingue per prescrizione in appello. Viene invece assolto dal Tribunale dei ministri dall'accusa di aver percepito illecitamente denaro quando ricopriva la carica di Ministro delle poste e delle telecomunicazioni.

### Accuse di Ciancimino
Nel 2009 il pentito di mafia Massimo Ciancimino (figlio del mafioso ex sindaco di Palermo Vito), pur avendo dichiarato pubblicamente ed in atti giudiziari di non conoscerlo, lo accusa di avergli pagato tangenti per 900.000 euro. Per questo motivo a giugno del 2009 Vizzini è iscritto nel registro degli indagati della DDA di Palermo per concorso in corruzione aggravata dal favoreggiamento di Cosa Nostra assieme ai politici dell'UdC Salvatore Cuffaro, Francesco Saverio Romano e Salvatore Cintola.
Con la ricezione dell'avviso di garanzia, rassegna le dimissioni dalla Commissione Parlamentare Antimafia.
Il 20 ottobre 2010 il Giudice per le Indagini Preliminari di Palermo chiede al Senato l'autorizzazione all'uso di diverse intercettazioni telefoniche riguardanti l'inchiesta in questione.
Il 18 gennaio 2012 la Giunta per le elezioni e le immunità parlamentari del Senato respinge la relazione Sanna (PD), volta a concedere l'utilizzo delle intercettazioni. In seguito a ciò il Presidente Marco Follini nomina nuovo relatore il senatore Carlo Sarro (PdL), il quale propone all'Assemblea di negare la richiesta del GIP.
Il 14 marzo 2012 il Senato approva a scrutinio segreto (con 156 sì, 92 no e 15 astenuti) la relazione Sarro, negando quindi l'autorizzazione all'utilizzo delle intercettazioni. In precedenza, Vizzini aveva chiesto all'Assemblea di concedere l'autorizzazione richiesta dal GIP e dalla Procura.
Il 7 gennaio 2013 la Procura di Palermo ha chiesto formalmente l'archiviazione dell'indagine aperta a carico di Vizzini per insufficienza di prove, e il 28 luglio 2014 il Giudice per le Indagini Preliminari di Palermo archivia l'indagine e lo proscioglie dalle accuse a lui contestate.